# ギフト☆矢野
ギフト☆矢野（ギフト やの、1980年〈昭和55年〉6月5日 - ）は、日本のピン芸人。本名は矢野 快記（やの かいき）。現在はフリーランスで活動している。かつてはワタナベエンターテインメント、SMA NEET Projectに所属していた。
アメリカメンフィス生まれ、岐阜県安八郡安八町出身。血液型O型。身長177cm。東京アナウンス学院卒業。妻は歌手で元グラビアアイドルの永作あいり。

## 略歴
高校卒業後、東京アナウンス学院に進学し、同学院在学中の2001年に保育園時代からの幼馴染みの永江弘和とお笑いコンビ「遊牧民」を結成し、後にコンビ名を「ギフト」に改名した。ギフトと言うコンビ名は「笑いと言う名の贈り物」と言う意味と「岐阜出身だから“岐阜人”」と言う意味を掛け合わせて名付けた。ワタナベエンターテインメントを経て、2005年にSMA NEET Projectに移籍した。
2007年7月、「ギフト」を解散した。解散して1ヶ月間は何もせずに江の島の海に行っていた。同年9月よりピン芸人として活動を開始する。
レミーのおいしいレストランを観て、劇中の｢you have a gift (あなたには才能がある)｣と言う会話から、ピンの芸名「ギフト☆矢野」と決めた。「ポップさ」を加味したく、芸名に「☆」を入れた。
2015年7月11日に決勝が行われた「第6回 お笑いハーベスト大賞」で優勝した。2016年、毎月20本以上のライブに出演する。
2020年10月1日、歌手で元グラビアアイドルの永作あいりとの結婚を永作のブログで発表した。
2023年6月17日、18年ほど在籍したSMA NEET Projectを離れ、今後はフリーランスで活動していく事を発表した。

## 人物・芸風
- 特技は習字（毛筆5段）、長距離走[1]。肌がやや黒く、アルバイト先で自分が芸人であることを隠していたため、肌の色からAV男優ではと言う噂が立ったこともある[1]。
- 持ちネタは主にコント。一人二役を演じることが多い[4]。「三文字オチ男」、「裏切りジョニー」、男性キャラと女性キャラを演じ分ける「プロポーズの言い回し」[2][3]等の持ちネタがある。近年では「コンコン、ガチャ、バーン!」という、客の“心の扉”を開けるという意味の決め台詞を最初に発するのが定番となっている[7][8][9]。

## 出演番組

### テレビ
- saku saku（tvk、2010年4月 - 2014年3月）
- お笑い図鑑 ハマヌキ（tvk）
- イツザイ（テレビ東京）
- エンタの天使（日本テレビ）-キャッチコピーは「進化するニュートンの林檎」
- 爆笑オンエアバトル（NHK、コンビ時代）戦績0勝1敗 最高197KB

2007年9月14日放送回で初出場するもこの時はすでに解散（同年7月解散）していたため、これがコンビとして最後のテレビ出演となった。
- ワッチミー!TV×TV（BSフジ）- 「Watch me! 笑劇場」
- 水トク! 今!この芸人がスゴイ 爆問パニックフェイス（TBSテレビ）- 2012年12月19日
- ぐるナイおもしろ荘 ～若手芸人を大売り出し 誰か使ってスペシャル～（日本テレビ）- 2013年1月1日（2012年12月31日深夜）
- ものまねグランプリ（日本テレビ）- 2013年9月29日「トルネードそっくりSHOW!」コーナーに武井壮のそっくりさんとして出演。
- 特捜警察ジャンポリス（テレビ東京）
- ウチのガヤがすみません!（日本テレビ）- 2017年7月11日初出演
- スマートフォンデュ（テレビ朝日）- 2018年10月26日[10]

### ラジオ
- マイナビ Laughter Night（TBSラジオ） - 2017年4月21日・2018年6月8日・2019年3月22日

### ネット番組
- パラビき!パラビき!あらびき団 〜四天王編〜（Paravi、2018年）